# Корцово (Филисовское сельское поселение, Ивановская область)
Корцово — деревня в Родниковском районе Ивановской области. Входит в состав Филисовского сельского поселения.

## География
Находится в центральной части Ивановской области на расстоянии приблизительно 12 км на восток-юго-восток по прямой от районного центра города Родники.

## История
Деревня уже появилась на карте 1840 года. В 1872 году здесь (тогда Юрьевецкий уезд Костромской губернии) было учтено 36 дворов, в 1907 году — 33.

## Население
Постоянное население составляло 202 человека (1872 год), 177 (1897), 211 (1907), 14 в 2002 году (русские 100 %), 3 в 2010.